# Iacob Putneanul
Sfântul Ierarh Iacob Putneanul (n. 20 ianuarie 1719 - d. 15 mai 1778) a fost mitropolit al Moldovei între anii 1750-1760. El și-a închinat întreaga viață slujirii Bisericii, luminării poporului prin școală și tipar, apărării celor nedreptățiți și povățuirii sufletelor spre mântuire, rămânând în amintirea poporului credincios drept „păstorul celor săraci și smeriți, care a dus o viață de Sfânt”.
Sfântul Sinod al Bisericii Ortodoxe Române a hotărât, în ședința sa din 6-7 iunie 2016, trecerea mitropolitului Iacob Putneanul în rândul Sfinților, cu zi de prăznuire la 15 mai, ziua trecerii sale la cele veșnice.
VIAȚĂ
Sf. Iacob Putneanul s-a născut la 20 ianuarie 1719 într-o familie dreptcredincioasă din nordul Moldovei. La numai 12 ani a intrat în viața monahală, ca ucenic la Mănăstirea Putna. Formarea sa duhovnicească este legată și de Mitropolitul Antonie al Moldovei (1730-1740), cel care, la Kiev, l-a convins pe Paisie Velicikovski să vină în Moldova.
S-a remarcat printre monahii de la Putna prin „înțelepciune de bătrân și viață aleasă”, fiind hirotonit preot la numai 17 ani și fiind apoi egumen al Mănăstirii Putna la vârsta de 25 de ani (în 1744). În anul 1745 a fost ales episcop de Rădăuți, unde s-a remarcat, printre altele, prin tipărirea unui Liturghier bilingv (în slavonă și română) și unde a înființat o școală pentru învățarea limbilor slavonă, greacă și română.
După doar cinci ani, vrednicia și râvna sa ca episcop, au fost hotărâtoare în alegerea sa ca mitropolit al Moldovei. A păstorit această mitropolie, din scaunul de la Iași, timp de zece ani (1750-1760), într-o perioadă dificilă pentru Țara Moldovei, în acest interval schimbându-se nu mai puțin de cinci domni: Constantin Racoviță, Matei Ghica, Constantin Racoviță (a doua oară), Scarlat Ghica și Ioan Teodor Callimachi.
În perioada cât a fost mitropolit, Iacob Putneanul a desfășurat și o intensă activitate culturală, promovând tiparul românesc și veghind la traducerea de cărți folositoare sufletului. Reușind să deschidă o tipografie, în 10 ani a tipărit 15 cărți de slujbă bisericească și învățătură în limba română, care au fost folosite în bisericile și mănăstirile din toate ținuturile locuite de români. A avut grijă și de românii din Transilvania, amenințați în acea perioadă să-și lepede credința strămoșească, grijă pe care și-a manifestat-o atât prin tipărirea de cărți spre apărarea dreptei credințe, cât și prin hirotonirea de preoți și trimiterea de antimise în parohiile lipsite de păstori sufletești din Maramureș și din ținutul Clujului. El era îndurerat pentru neștiința de carte a păstoriții săi, deoarece, după cum spunea, „din creșterea copiilor, ca dintr-o rădăcină bună sau rea, toată viața curge”. De aceea a înființat școli și a tipărit cărți de învățătură și de slujbă, dând la lumină primul Abecedar românesc (Bucvar) și înființând, pentru copiii satului Putna, prima școală rurală din Moldova. A dispus și traducerea în românește a „Vieților sfinților”, dar în vremea păstoririi sale s-a reușit doar traducerea primelor 6 din cele 12 volume.
Pe lângă purtarea de grijă față de Mănăstirea Putna (pe care a restaurat-o între anii 1756-1760) și așezămintele ei, Mitropolitul Iacob Putneanul a ajutat și alte mănăstiri și biserici, ca Mănăstirea Doljești, biserica Sfântul Dumitru din Suceava, Catedrala episcopală din Suceava, Mănăstirea și spitalul Sfântul Spiridon din Iași, precum și altele.
În vremea domniilor fanariote situația economică a țăranilor din Moldova era extrem de grea. Mitropolitul Iacob Putneanul, împreună cu ceilalți ierarhi ai țării, a intervenit pentru eliminarea unor forme de asuprire (desființarea „veciniei” - forma autohtonă a iobăgiei - de către Constantin Mavrocordat în 1749) și a unor biruri împovărătoare, reușindu-se desființarea „vădrăritului” în 1756 și a „văcăritului” în 1757, legând cu blestem pe domnii țării să nu mai revină asupra acestora.
A dispus și traducerea în românește a „Vieților sfinților”, dar în vremea păstoririi sale s-a reușit doar traducerea primelor 6 din cele 12 volume.
Pe lângă purtarea de grijă față de Mănăstirea Putna (pe care a restaurat-o între anii 1756-1760) și așezămintele ei, Mitropolitul Iacob Putneanul a ajutat și alte mănăstiri și biserici, ca Mănăstirea Doljești, biserica Sfântul Dumitru din Suceava, Catedrala episcopală din Suceava, Mănăstirea și spitalul Sfântul Spiridon din Iași, precum și altele.
În vremea domniilor fanariote situația economică a țăranilor din Moldova era extrem de grea. Mitropolitul Iacob Putneanul, împreună cu ceilalți ierarhi ai țării, a intervenit pentru eliminarea unor forme de asuprire (desființarea „veciniei” - forma autohtonă a iobăgiei - de către Constantin Mavrocordat în 1749) și a unor biruri împovărătoare, reușindu-se desființarea „vădrăritului” în 1756 și a „văcăritului” în 1757, legând cu blestem pe domnii țării să nu mai revină asupra acestora.
În anul 1758 a avut loc o invazie a tătarilor în Moldova. Ca ocrotitor al poporului pe care îl păstorea, Mitropolitul Iacob a cerut, cu mult curaj, hanului tătarilor să înceteze prădarea Moldovei. În anul următor (1759) a potolit o răscoală a poporului, impunând domnitorului Ioan Teodor Callimachi să îndeplinească unele cerințe pentru pacificarea țării. A mustrat adesea pe unii conducători din acei ani, din pricina cărora, în cele din urmă, a fost silit să-și lase scaunul mitropolitan în anul 1760, nevrând să îngăduie impunerea din nou a birurilor împovărătoare.
Sf. Iacob Putneanul și-a petrecut ultima parte a vieții la mănăstirea sa de metanie, Putna. El a continuat lucrările de refacere a mănăstirii începute în perioada cât fusese mitropolit, devenind astfel al doilea mare ctitor al Putnei după Ștefan cel Mare și Sfânt, întărind-o duhovnicește și material. Astfel, acest sfânt lăcaș a devenit unul dintre stâlpii Ortodoxiei românești în vremurile grele ce aveau să vină odată cu răpirea Bucovinei de către Imperiul Habsburgic, în anul 1775. Retragerea sa la mănăstire i-a fost prilej de adâncire în rugăciunea curățitoare și luminătoare de suflet. El a scris astfel despre rugăciune: „Dumnezeiasca rugăciune, aducând lumina lui Hristos în sufletele noastre și risipind dintru dânsul negura ce-l vatămă pe el, îl face mai apoi cu mult mai luminat decât soarele, căci aievea știut este că cel ce vorbește cu Dumnezeu este mai sus de moarte și de stricăciune”.
Simțindu-și sfârșitul aproape, după Paștile anului 1778 el a mers la Sihăstria Putnei și a primit tunderea în marea schimă prin mâna duhovnicului său, Cuviosul Natan, luând numele de Eftimie. După patru zile, pe 15 mai 1778, a trecut cu pace la Hristos Domnul. Sf. Iacob Putneanul a fost înmormântat în pridvorul mănăstirii de la Putna, ca un nou ctitor.
CĂRȚI TIPĂRITE 
●Liturghierul (Rădăuți, 1745)
●Penticostarul (Iași, 1754)
●Antologhionul (1755)
●Apostolul (1756)
●Psaltirea (1757)
●Liturghierul (1759)
●Sinopsis, adică adunarea celor șapte laude ale sfintei Biserici (1751)
●Canoane din sfânta Pravilă ce sunt trebuincioase la taina duhovniciei (1751)
●Alfavita sufletească (1755)
●Sinopsis, adică adunare de multe învățături (1757)
●Bucvar (1755; retipărit - cu completări - la Viena, 1771)
PROSLĂVIRE CA SFÂNT.
Cu prilejul împlinirii a 550 de ani de la întemeierea Mănăstirii Putna, Sfântul Sinod al Bisericii Ortodoxe Române a hotărât, în ședința sa din 6-7 iunie 2016, trecerea mitropolitului Iacob Putneanul în rândul Sfinților, cu zi de prăznuire la 15 mai, ziua trecerii sale la cele veșnice.
La 14 mai 2017, a avut loc la Mănăstirea Putna, în prezența PF Daniel, proclamarea solemnă a canonizării Sfinților Putneni: Sfântul Ierarh Iacob Putneanul, Mitropolitul Moldovei, și Sfinții Cuvioși Sila, Paisie și Natan.
Notă: Acest articol conține text preluat de la ro.orthodoxwiki.org (articolul și lista de autori). Toate materialele OrthodoxWiki intră automat sub dubla licență GDFL-Creative Commons. Lista autorilor articolului de pe orthodoxwiki poate fi văzută în istoricul paginii.